# Vedia (Argentina)
Vedia es una ciudad del extremo noroeste de la provincia de Buenos Aires, República Argentina. Es la cabecera del partido de Leandro N. Alem. Se ubica sobre el km 312 de la Ruta Nacional 7, a 55 km de la ciudad de Junín. Otra vía de conexión es la RP 50, que la conecta con General Arenales y Colón, por el norte y con Lincoln, por el sur. 

## Población
Cuenta con 8827 habitantes (Indec, 2010), lo que representa un incremento del 9% frente a los 8089 habitantes (Indec, 2001) del censo anterior.
| Gráfica de evolución demográfica de Vedia entre 1914 y 2010 |
|                                                             |
| Fuentes: INDEC                                              |

## Toponimia
El epónimo es en homenaje al militar Julio de Vedia (1826-1892), que actuó destacadamente en diversos frentes, y a cuya orden actuó Quinteros (de 1865 a 1868).

## Acceso
La ciudad también se encuentra en la línea principal del Ferrocarril General San Martín que la une a Buenos Aires y a San Luis, Mendoza y San Juan. También es "punta de rieles" del ramal G6 del Ferrocarril General Belgrano (hoy en desuso) cuya estación se encuentra al norte de la del Ferrocarril San Martín, separadas por el antiguo trazado de tierra de la Ruta Nacional 7, pero unidas por un empalme de trocha ancha (1,676 m) para la transferencia de cargas.

## Turismo
- Balneario Municipal: con 170 ha de laguna 70 ha de parque. Recreación y deportes.
- Centro Cultural Arturo Jauretche: en el ex-Cine Teatro Italiano.
- Aero Club: con campamento, pileta, recreación y deportes; a 2,2 km de Vedia. Fundado por Don Pedro Azzaretti.

### Fiestas
- 23 de mayo: aniversario de la fundación de Vedia.
- 28 de octubre: aniversario de la fundación del Partido de Leandro N. Alem
- Fiestas Patronales en honor al Sagrado Corazón de Jesús, Santo Patrono de la ciudad.
- 2.ª semana de septiembre: Fiesta en homenaje al Caballo.

## Parroquias de la Iglesia católica en Vedia
| Arquidiócesis | Mercedes-Luján           |
| ------------- | ------------------------ |
| Parroquia     | Sagrado Corazón de Jesús |
| Capilla       | Virgen de Luján          |